# 직통제동
직통제동(直通制動)은 전동차의 공기제동 방식 가운데 하나이다. 1868년에 조지 웨스팅하우스가 발명하였다. 순수하게 공기압 제어로 동작하는 것은 크게 단행운전용인 직통공기제동(SM)과 연결운전용인 비상변 부착 직통공기제동(SME)으로 나뉜다.

## 개요

### SM
공급 저장기(Supply Reservoir: SR)로 불리는 가압된 공기 탱크로부터, 운전대까지 연결된 공기저장관으로 불리는 공기관을 통해 공기압을 공급하여 제동변을 조작해 개폐하는 것으로, 직통관(Straight Air Pipe: SAP)으로 불리는 브레이크 실린더 직결 공기관에 가압하여 제동력을 얻는 매우 단순한 제동 시스템이다. 웨스팅하우스가 붙인 공식 이름은 SM(Straight air brake/Motor car: 전동차용 직통공기제동)으로, 세계 여러 나라의 단행운전차량에 널리 보급되었으며 노면전차의 경우 아직도 영업 일선에서 많이 쓰이고 있다.
다만 이 시스템은 구조가 간단하며 동작이 신속하고 확실하지만, 공기관이 파손될 경우 제동이 걸리지 않게 되는 위험이 있기 때문에, 보안상 연결 운전에는 사용할 수 없다는 단점이 있다.

### SME
SM 브레이크에서 문제가 된 열차분리사고 발생 등의 대응책으로 비상용 자동공기제동 기구(비상변)와 그 지령에 이용하는 비상관(Emergency Pipe:EP)을 함께 설치한 SME(Straight air brake/Motor car/Emergency valve: 전동차용 비상변 부착 직통공기제동. 모터가 없는 트레일러용은 STE 혹은 SCE)를 웨스팅하우스사가 개발하여 2~3량 정도의 단편성용으로 보급되었다.
이 SME는 원형인 SM과 같은 직통제동기구를 이루고 있지만, 공급 저장기에 해당하는 공기탱크가 원공기 저장기(Main Reservoir: MR)로 불리며 공기 저장관도 원공기 저장관(Main Reservoir Pipe: MRP)으로 불리고 있다. 이것은 SME의 비상제동부에 비상제동의 동력원을 공급하는 보조 공기저장기가 존재하기 때문에, 이것을 구별하기 위함이다. 비상변에는 평상시는 490kPa의 압력이 가해지고 있어, 긴급할 때나 비상변의 호스가 파열되었을 때도 비상제동이 작동한다. 비상제동은 자동공기제동과 같이 보조 공기저장기의 공기를 배출시키는 것으로 작동시키기 때문에, 안전성이 향상되었다. 브레이크의 가감압은 종래의 SM 방식과 달리 가감압의 속도가 언제나 정해져 있다. 제동 단계는 '감압'(제동력을 늦춘다), '중복'(제동력을 유지한다), '상용'(직통제동에 압력을 가한다), '비상'(비상변의 압력을 뽑는다), 이렇게 4가지가 있다.